# ライヴ・イン・デトロイト、MI 1971
『ライヴ・イン・デトロイト、MI 1971』（Live in Detroit, MI 1971）は、キング・クリムゾン・コレクターズ・クラブ（KCCC）が2001年に発売した2枚組CD。イングランドのロック・バンドであるキング・クリムゾンが1971年に行なったアメリカ・ツアーのライヴ・アルバムで、同クラブの通算18作目である。

## 解説
1971年、キング・クリムゾンはロバート・フリップ、ピート・シンフィールド、メル・コリンズ、新メンバーのボズ・バレルとイアン・ウォーレスの顔ぶれで、4月12日にフランクフルトのズーム・クラブで初舞台に立った後、5月11日から6月2日まで国内ツアーを行なった。7月には新作アルバムの制作を開始し、8月9日からは並行して国内ツアーを再開。10月30日に同ツアーを終えると11月にアルバム『アイランズ』を発表し、同月10日から12月11日までカナダ・アメリカ・ツアーを行なった。
本作には11月13日のデトロイト公演が収録された。全10曲の内訳は以下のとおり。
- 『クリムゾン・キングの宮殿』（1969年）から2曲
- 『ポセイドンのめざめ』（1970年）から1曲
- 『リザード』（1970年）から2曲
- 『アイランズ』（1971年）から3曲
- シングルB面収録曲が1曲
- カヴァー1曲[注釈 4]

共同プロデューサーのデヴィッド・シングルトンは、以下の3点を指摘している。
- 「レディース・オブ・ザ・ロード」の紹介が欠如
- テープ交換の為に「グルーン」の中間部に途切れあり
- 「レディ・オブ・ザ・ダンシング・ウォーター」は不完全な断片

アンコールを求める歓声が聞こえる楽屋で我々は計画を立てた。人々が「エピタフ」や「宮殿」の曲名を叫ぶ声にうんざりして反撃した。「『クリムゾン・キングの宮殿』を聴きたいんだな。じゃあこれでもくらえ」。次は「B.B.キングの宮殿」とでも呼べそうな、お馴染みの曲の面白いヴァージョンだ。彼等にはわかっただろうか。私には疑わしい。—イアン・ウォーレスによるライナーノーツの抄訳

## 収録曲
邦題は日本盤CDに準拠。
| #         | タイトル                                            | 作詞・作曲                    | オリジナル                                | 時間  |
| --------- | --------------------------------------------------- | ----------------------------- | ----------------------------------------- | ----- |
| 1.        | 「冷たい街の情景 Picture of a City」                | Robert Fripp, Pete Sinfield   | 『ポセイドンのめざめ』（1970年）          | 9:02  |
| 2.        | 「フォーメンテラ・レディ Formentera Lady」          | Fripp, Sinfield               | 『アイランズ』（1971年）                  | 9:08  |
| 3.        | 「セイラーズ・テイル The Sailer's Tale」            | Fripp（インストゥルメンタル） | 『アイランズ』                            | 5:59  |
| 4.        | 「サーカス Cirkus」                                 | Fripp, Sinfield               | 『リザード』（1970年）                    | 9:14  |
| 5.        | 「レディース・オブ・ザ・ロード Ladies of the Road」 | Fripp, Sinfield               | 『アイランズ』                            | 7:54  |
| 6.        | 「グルーン Groon」                                  | Fripp（インストゥルメンタル） | シングル『キャット・フード』B面（1970年） | 17:49 |
| 合計時間: | 合計時間:                                           | 合計時間:                     | 合計時間:                                 | 59:06 |

| #         | タイトル                                                                           | 作詞・作曲                                                                        | オリジナル                               | 時間  |
| --------- | ---------------------------------------------------------------------------------- | --------------------------------------------------------------------------------- | ---------------------------------------- | ----- |
| 1.        | 「21世紀のスキッツォイド・マン 21st Century Schizoid Man」                         | Fripp, Greg Lake, Ian McDonald, Michael Giles, Sinfield                           | 『クリムゾン・キングの宮殿』（1969年）   | 13:21 |
| 2.        | 「マーズ Mars」                                                                    | Holst (arr. Fripp, Mel Collins, Boz Burrell, Ian Wallace)（インストゥルメンタル） | ホルスト作曲、組曲『惑星』（初演1918年） | 13:22 |
| 3.        | 「クリムゾン・キングの宮殿 In the Court of the Crimson King」                      | McDonald, Sinfield                                                                | 『クリムゾン・キングの宮殿』             | 3:31  |
| 4.        | 「レディ・オブ・ザ・ダンシング・ウォーター Lady of the Dancing Water」(incomplete) | Fripp, Sinfield                                                                   | 『リザート』                             | 2:25  |
| 合計時間: | 合計時間:                                                                          | 合計時間:                                                                         | 合計時間:                                | 32:39 |

## ミュージシャン
- ロバート・フリップ　Robert Fripp – ギター、メロトロン
- メル・コリンズ　Mell Collins – サクソフォーン、フルート、メロトロン
- ボズ・バレル　Boz Burrell – ベース、リード・ヴォーカル
- イアン・ウォーレス　Ian Wallace – ドラムス、ヴォーカル
- ピート・シンフィールド　Peter Sinfield – 歌詞、音響、視覚効果